# MEPIS
MEPIS Linux es una distribución Linux basada en Debian, creada por Warren Woodford en 2003. En 2013 dejó de ser actualizada, y el trabajo se fusionó con el de los desarrolladores de antiX, dando lugar a una nueva distribución, denominada MX Linux.
MEPIS puede ser instalada en disco duro o ejecutarse directamente como LiveCD. Es fácil de usar (amigable para el usuario) e incluye las últimas versiones de KDE, OpenOffice.org y otros paquetes conocidos.
Entre otros LiveCD basados en Debian, su instalación a disco duro y su compatibilidad APT-get (con fidelidad respecto a la base de datos de paquetes Debian) son consideradas excelentes.
Una copia de SimplyMEPIS fue incluida en 2004 en el libro Point and Click Linux.

## Historia
Fue creada por Warren Woodford, de Morgantown, Virginia Occidental (EE. UU.) con el propósito de materializar su visión de una distribución Linux que tuviera todo lo que él quería. Warren pensó que SuSE, Red Hat y Mandriva (anteriormente llamada Mandrake) no eran suficientes, y eran muy difíciles de usar para el usuario medio. El 21 de noviembre de 2002, Warren decidió que si quería las cosas hechas correctamente las tendría que hacer él mismo. La primera publicación oficial de MEPIS tuvo lugar el 10 de mayo de 2003.
MEPIS fue un proyecto basado en Debian, una conocida distribución (o «distro») base de Linux, y usa el escritorio KDE. MEPIS se popularizó en cierto momento debido a su capacidad entonces novedosa para funcionar como LiveCD, además de poder ser instalada en disco duro. Así mismo, recibió cierta atención por parte de algunos medios conocidos, entre ellos TechTV y Slashdot, y estuvo catalogada entre las 10 distribuciones más populares por DistroWatch.
La versión SimplyMEPIS 6.x se basó en Ubuntu, en concreto en la versión Ubuntu 6.06 Dapper Drake LTS, en vez de en Debian. Debido a este cambio de proyecto base, la numeración de las versiones de Mepis saltó de 3.4.3 a 6.0.
La versión Mepis 7 volvió a basarse en Debian, en la versión Etch (4.0), en lugar de Ubuntu. La versión 8,5 continuó basándose en Debian, concretamente en la versión Lenny (5.0). La última versión publicada, la 11, también se basó en Debian (versión 6).